# Centre historique d'Anderlecht
Le Centre historique d'Anderlecht (en néerlandais : Historisch centrum van Anderlecht), dit aussi quartier Vaillance, est le quartier central de la commune d'Anderlecht (Région de Bruxelles-Capitale). 
Appelé aussi autrefois Rinck, le centre historique communal est devenu aujourd'hui un important pôle dynamisant la vie des anderlechtois.
Il est très facile d'accès via les transports en commun, en allant ou venant de tous les coins de la commune, du centre-ville de Bruxelles, de la périphérie via les lignes de bus ainsi que partout de la région bruxelloise via les stations de métro à proximité.

## Secteurs
Le centre historique de la commune est subdivisé en plusieurs secteurs :
- Saint-Guidon

Lieu de point de rencontre pour ceux qui sillonnent le cœur d'Anderlecht, c'est aussi là où se trouvent la fameuse place de la Vaillance avec sa collégiale et la place De Linde ainsi que les principales écoles de la commune.
- Wayez

La principale artère commerçante d'Anderlecht qui est centrée sur la place de la Résistance et certaines rues avoisinantes.
- Aumale

Le secteur le plus populaire du cœur d'Anderlecht, reprenant principalement la rue d'Aumale et les rues avoisinantes, laissant inspiré le passé culturel anderlechtois avec notamment la maison d'Erasme, le vieux béguinage et l'espace Maurice Carême (anciennement centre intellectuel francophone d'Anderlecht).

## Curiosités et sites importants
- Collégiale Saints-Pierre-et-Guidon
- Maison d'Erasme
- Vieux béguinage
- L’Académie de Musique néerlandophone
- De Rinck (Centre culturel néerlandophone d'Anderlecht)
- L'Académie des Arts d'Anderlecht
- Espace Maurice Carême
- Institut des Sœurs de Notre-Dame (école secondaire libre)
- Koninklijk Athenum Anderlecht (école secondaire néerlandophone)
- Sint-Guido Instituut (école secondaire néerlandophone)
- Athénée Bracops-Lambert (école secondaire communale)
- Centre flamand des amateurs d'arts (VCA)

## Espaces verts
- Parc Central

## Liste des rues du quartier
- cours Saint-Guidon